# Der Hauptmann
Der Hauptmann ist eine deutsch-polnisch-französische Filmbiografie von Robert Schwentke. Der in Schwarzweiß gedrehte Historienfilm erzählt von den Gräueltaten des Kriegsverbrechers Willi Herold in der Endphase des Zweiten Weltkriegs. Der Film feierte im September 2017 im Rahmen des Toronto Film Festivals Weltpremiere. Am 15. März 2018 kam er in die deutschen Kinos. Der Kinostart in den USA erfolgte am 27. Juli 2018.

## Handlung
Zwei Wochen vor Kriegsende wird der deutsche Gefreite Willi Herold von einer Gruppe Feldgendarmen unter Hauptmann Junker über ein Feld gejagt. In einem Waldstück gelingt es ihm, seinen Verfolgern zu entkommen. Hungrig, unzureichend bekleidet und in ständiger Angst, als Deserteur aufgegriffen zu werden, irrt er hinter der Front umher.
Herold trifft auf einen anderen Versprengten, mit dem er nachts in eine Scheune einbricht, um sich Lebensmittel zu besorgen. Sie werden jedoch entdeckt, und Herolds Begleiter wird vom Bauernpaar Görner erschlagen. Herold kann fliehen und entdeckt wenig später einen verlassenen Geländewagen der Wehrmacht, in dem er die Uniform eines Hauptmanns der Luftwaffe findet. In dieser Uniform wird er von dem versprengten Gefreiten Freytag überrascht, der Herold für einen echten Hauptmann hält, dessen Fahrzeug eine Panne hat. Freytag bietet seine Hilfe als Kraftfahrer an und bittet, sich dem vermeintlichen Offizier unterstellen zu dürfen, was Herold akzeptiert.
In einer Wirtschaft gibt sich Herold als amtlicher Berichterstatter aus und verspricht den Einwohnern Ersatz für die von Plünderern gestohlenen Sachwerte. Nachts zwingen ihn die Bauern, einen beim Stehlen ergriffenen Soldaten zu erschießen. Zusammen mit Freytag kehrt er am nächsten Morgen zum Hof des Bauern Görner zurück, wo sie auf drei weitere Soldaten treffen, darunter der Gefreite Kipinski, die die Hofbesitzer drangsalieren. Auch sie schließen sich Herold an. Als dieser erkennt, welche Möglichkeiten sich mit der Uniform für ihn ergeben, gründet er die „Kampfgruppe Herold“ und sammelt weitere versprengte deutsche Soldaten um sich, darunter eine Geschützmannschaft mit einer Flugabwehrkanone.
Als die Gruppe von einer Patrouille der Feldgendarmerie aufgegriffen wird, gelingt es dem falschen Hauptmann Herold, sich als Sondereinsatzführer auszugeben, der Adolf Hitler persönlich über die Zustände hinter der Front berichten soll. Junker, der ihn zunächst nicht wiedererkennt, stellt ihn dem SA-Führer Schütte vor, der das Wachpersonal im Emslandlager II kommandiert, in dem unter anderem Deserteure inhaftiert sind. Schütte wünscht sich wegen der Überfüllung des Lagers ein militärisches Standgericht, das mehrfach Fahnenflüchtige und andere nicht begnadigungsfähige Lagerinsassen aburteilen soll. Der Widerstand des bürokratischen und korrupten Lagerleiters Hansen, der den zivilen Justizbehörden untersteht, kann mithilfe von Herolds angeblichen Vollmachten überwunden werden. Mit ihren Männern, unter denen sich der brutale Kipinski und Schüttes Stellvertreter Brockhoff hervortun, organisieren Schütte und Herold ein Massaker unter den Gefangenen, bei dem auch die Flugabwehrkanone eingesetzt wird. Zur Feier ihres „Erfolgs“ gibt Herold einen „Bunten Abend“ für die Beteiligten, auf dem er Schüttes Ehefrau Gerda und den gefangenen Schauspieler Roger kennen lernt, die anschließend ebenfalls an Ermordungen teilnehmen.
Freytag, dem die Erschießungen widerstreben, wird unterdessen klar, dass die Offiziersuniform nicht Herold gehören kann. Dennoch schützt er ihn vor Entdeckung und bleibt bei der nun als „Leibgarde Herold“ bezeichneten Truppe, die in Abwesenheit Schüttes und Hansens die Kontrolle im Lager übernimmt und zahlreiche weitere Häftlinge ermordet.
Nach der Zerstörung des Lagers durch britische Artillerie und Flugzeuge zieht Herolds Gruppe unter der Selbstbezeichnung „Schnellgericht Herold“ in eine benachbarte Kleinstadt und tötet den Bürgermeister, der ein weißes Tuch mit der Aufschrift „Welcome“ aufgehängt hatte. Anschließend berauben die Männer Passanten und ziehen ins beste Hotel am Ort, wo sie sich Mädchen besorgen und eine Orgie feiern. Aus Eifersucht wegen der von beiden Männern umworbenen Irmgard und um sich für wiederholte Insubordinationen zu rächen, lässt Herold seinen Rivalen Kipinski, der von Anfang an begriffen hatte, dass er ein Hochstapler ist, von seinen Leuten foltern und erschießen.
Am nächsten Morgen stürmt die Feldgendarmerie das Hotel und verhaftet die Marodeure. Herold wird vor ein deutsches Militärgericht gestellt, aber auf Fürsprache des Feldgendarmeriehauptmanns Junker und des Militärstaatsanwalts nicht verurteilt. Die Aussetzung des Verfahrens gibt ihm die Möglichkeit, sich aus einem Fenster des Gerichtsgebäudes abzuseilen und zu flüchten.
In der letzten Szene sieht man ihn, wie er über eine von Skeletten übersäte Lichtung im Wald verschwindet. Im Abspann erfährt der Zuschauer, Willi Herold sei im Mai 1945 von der Royal Navy festgenommen und nach einem Prozess im November 1946 mit sechs Mittätern hingerichtet worden. In einem Nachspann sieht man Herold und sechs seiner Männer, wie sie mit Gewehren die moderne Innenstadt von Görlitz durchstreifen und Passanten kontrollieren und berauben.

## Biografisches
Die Handlung orientiert sich an der Biografie des deutschen Kriegsverbrechers Willi Herold, dessen Taten der Film in groben Zügen und mit zahlreichen Abweichungen und Ausschmückungen nacherzählt. Der damals 19-Jährige war am 3. April 1945 von seiner Einheit getrennt worden und fand zwischen den Orten Gronau und Bad Bentheim die Uniform eines Hauptmanns. Als Offizier verkleidet sammelte er andere versprengte Soldaten um sich, darunter der Gefreite Reinhard Freitag, und durchzog mit seiner bis zu 30 Mann starken Truppe das Emsland.

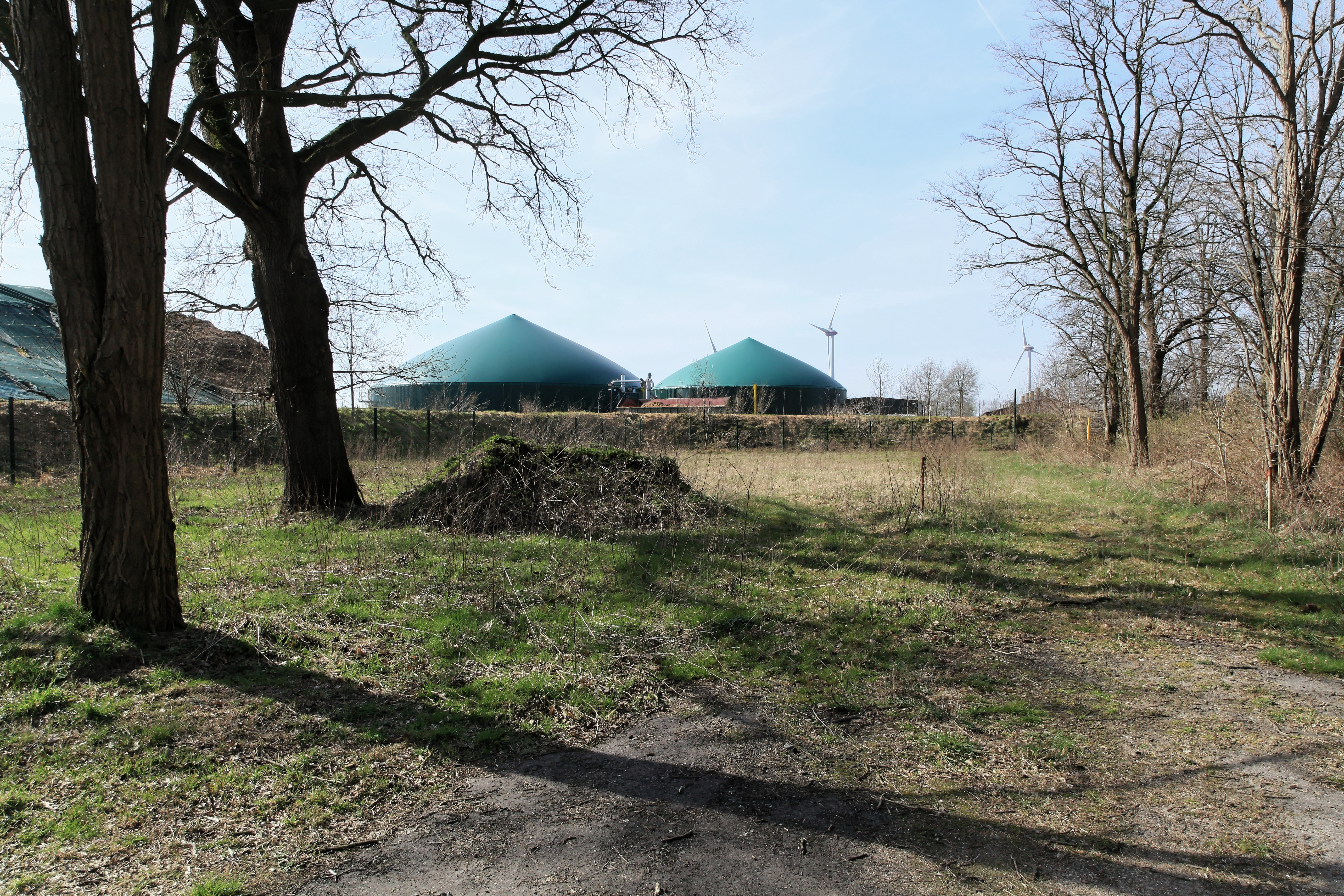
Das Gelände des Emslandlagers Aschendorfermoor heute

Als die Gruppe am 11. April 1945 zum Emslandlager Aschendorfermoor gelangte, übernahm Herold mit den Worten „Der Führer persönlich hat mir unbeschränkte Vollmachten erteilt“ das Kommando über das Strafgefangenenlager und errichtete ein Schreckensregiment. Innerhalb von acht Tagen wurden auf seinen Befehl mehr als hundert Häftlinge getötet, wobei er einige eigenhändig ermordete. Anschließend durchkämmten Herolds Leute die Umgebung und machten Jagd auf Deserteure. Am 18. und 19. April 1945 wurde das Lager durch einen Brandbombenangriff der britischen Luftwaffe zerstört, wodurch weitere 23 Gefangene starben und anderen Insassen die Flucht gelang. Insgesamt ließ Herold im Lager II und in der Umgebung mindestens 162 Menschen töten, die genaue Opferzahl ist unbekannt. Daher wird Herold auch „der Henker vom Emsland“ genannt.
Herold setzte sich mit seiner Gruppe von der Front ab und ließ noch weitere Personen wegen angeblicher Wehrkraftzersetzung oder Spionage ermorden. Seine Täuschung flog noch vor dem Kriegsende auf. Ein deutsches Militärgericht ließ Herold jedoch laufen.
Nach dem Kriegsende ging er durch einen Zufall der britischen Militärregierung ins Netz. Im August 1946 begann in Oldenburg der Prozess gegen Herold und 13 weitere Angeklagte. Am 14. November 1946 wurde er im Gefängnis Wolfenbüttel zusammen mit fünf Mittätern hingerichtet.

## Produktion

### Stab und Finanzierung
Regie führte Robert Schwentke. Auf die Frage, wie er zu diesem Film gekommen sei, sagte Schwentke in einem Gespräch mit der Deutschen Welle, er habe nach einer Story gesucht, bei der man etwas über die dritte, vierte, fünfte Täterreihe erzählen könne: „Es gibt bemerkenswerterweise in Deutschland nur zwei Filme, die tatsächlich aus der Täterperspektive erzählt sind.“ Einer davon sei Aus einem deutschen Leben mit Götz George von 1977, eine fiktive Filmbiografie von Rudolf Höß. Auch in der deutschen Literatur gebe es abgesehen von einem sehr frühen Heinrich-Böll-Roman und einem Werk von Hubert Fichte nichts aus der Täterperspektive, so Schwentke: „Es ist auffällig, dass wir die einzige Kultur sind, die nichts aus der Täterperspektive erzählt hat.“
Es sei darum gegangen, einen modernen Film zu machen, der ganz klar heute gedreht wurde und der rückblickend mit unseren Vorurteilen und unseren Filtern in die Vergangenheit schaut, so Schwentke. Daher sei er auch in vieler Hinsicht sehr abstrakt. Der Film spiele zwar spezifisch im Zweiten Weltkrieg oder 1945, so Schwentke weiter, aber er sei generell auch ein Film über einen Zustand der Welt. Über die Rolle, die sein Protagonist im Film annimmt, sagte Schwentke, „Es hat geholfen, dass es die letzten zwei Kriegswochen waren, wo Not am Mann war und alle möglichen Leute befördert wurden, aber natürlich hat es auch etwas mit der Uniform selbst zu tun. Die Uniform verleiht ihm Sicherheit, er kann sich dahinter verstecken.“
Nachdem Schwentke in Vorbereitung auf den Film viel über Täterprofile und Gewaltprozesse recherchiert hatte, stellte er fest, dass es für die Absicht des Films nichts bringt, Herold als Soziopathen oder Psychopathen anzuschauen, da er nicht allein schuld war, sondern das gesamte System: „Wir wollten einen Film machen über Gewalt, in dem es kein Hintertürchen gibt. Er soll verstören, nicht versöhnen. Es kommt nicht zu einer Läuterung, es gibt keine moralische Identifikationsgröße. Jeder Zuschauer muss sich selbst fragen: Wie hätte ich gehandelt? Wir wünschen uns ja alle, dass wir mutig aufgestanden wären und gesagt hätten: Das ist falsch! Es ist mir viel wichtiger, dass die Leute über den Film diskutieren, als dass sie ihn mögen.“
Schwentke hatte sich entschieden, den Film in Schwarz-Weiß zu drehen, und sich dabei auf Michael Powell berufen, der Martin Scorsese vor Drehbeginn seines Boxerdramas Wie ein wilder Stier riet: „Du kannst einen Film mit so viel Blut nicht in Farbe drehen.“ Blut sei in Der Hauptmann kaum zu sehen, die Kamera zeige beim Massaker nie die Opfer, sondern die Täter, die hart und schweißtreibend an ihren Tötungsmaschinen arbeiten, so Christian Schröder im Tagesspiegel, und so sei der Schrecken auf die Tonspur gebannt, auf der sich Schüsse, Schreie und Einschläge abwechseln. Außerdem helfe Schwarz-Weiß bei der Überhöhung, so Schwentke, und er glaube, durch Stilisierung Dinge deutlicher erzählen zu können. Dass der Film in Schwarz-Weiß gedreht wurde, gebe der klug überzeichneten Bösartigkeit Tiefenschärfe, so Bernd Haasis von der Stuttgarter Zeitung.
Produziert wurde der Film von Frieder Schlaich von Filmgalerie 451, Paulo Branco von Alfama Films und Piotr Dzięcioł und Ewa Puszczyńska von Opus Film. Vom Deutsch-Polnischen Filmfonds erhielt der Film eine Produktionsförderung in Höhe von 100.000 Euro und eine Entwicklungsförderung in Höhe von 40.000 Euro. Von Eurimages wurden 400.000 Euro beigesteuert. Von deutscher Seite erhielt das Filmprojekt eine Drehbuchförderung der Filmförderungsanstalt und Produktionsförderungen des Deutschen Filmförderfonds in Höhe von rund 723.000 Euro, des BKM in Höhe von 450.000 Euro, der Filmförderungsanstalt in Höhe von rund 349.000 Euro und von der Medien- und Filmgesellschaft Baden-Württemberg in Höhe von 160.000 Euro. Außerdem gewährte die Mitteldeutsche Medienförderung 350.000 Euro. Der Film wurde ebenfalls vom Medienboard Berlin-Brandenburg mit 100.000 Euro gefördert. Das Gesamtbudget des Films belief sich auf 5,8 Millionen Euro.

### Dreharbeiten und Filmmusik

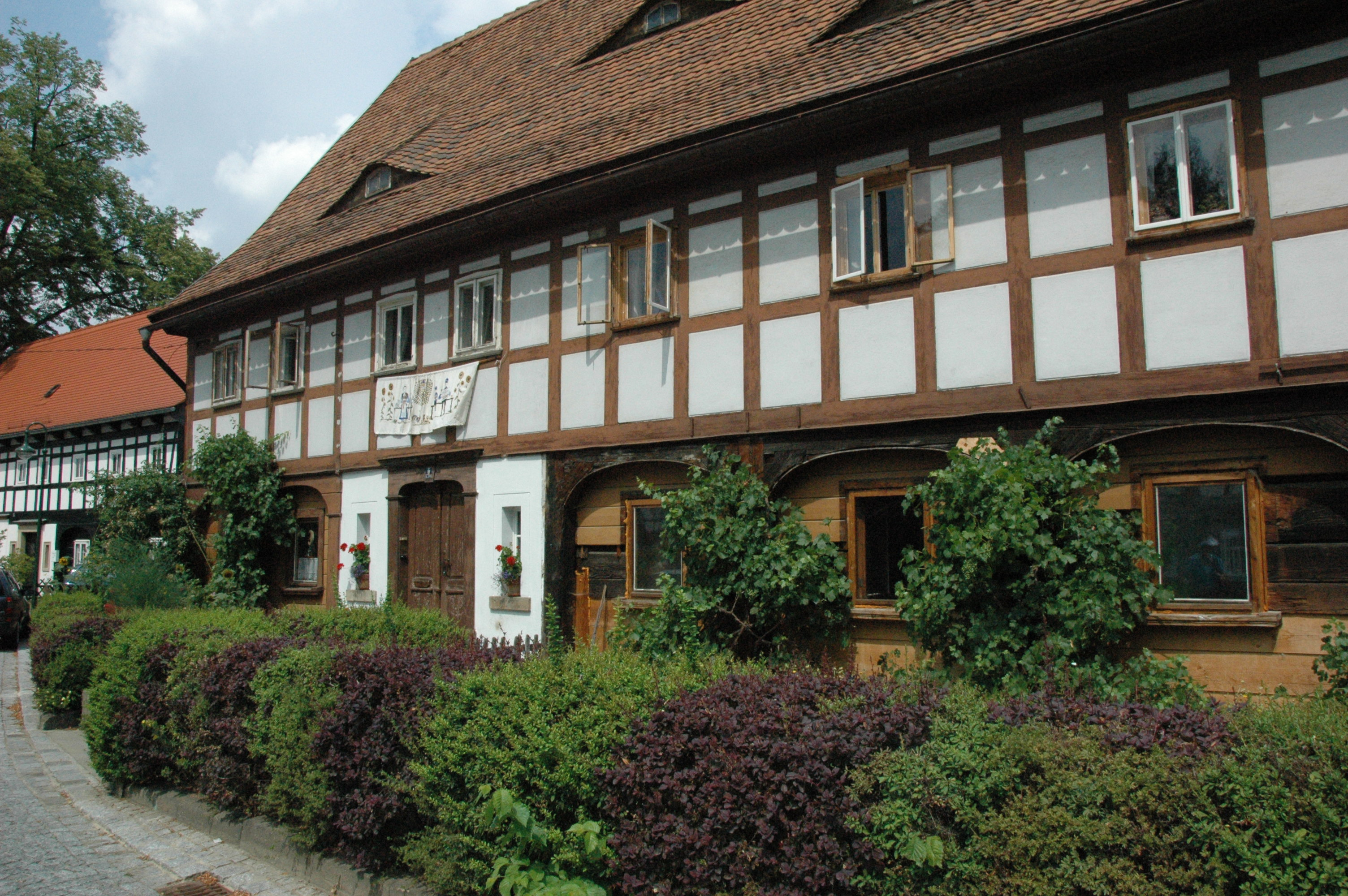
Ein Umgebindehaus in Großschönau

Die Dreharbeiten wurden am 10. Februar 2017 begonnen. Sie fanden unter anderem bis 10. April 2017 in den polnischen Städten Zgorzelec und Breslau und am Flugplatz Mirosławiec in der Nähe von Sobótka statt, einige Tage wurde auch in Görlitz und Umgebung gedreht, so in Schöpstal und auf dem Königshainer Schlossgelände, wo sich das Basislager befand. Im Februar 2017 entstanden Aufnahmen in Großschönau, dort in einem alten Umgebindehaus, sowie später im Umfeld des Damast- und Frottiermuseums. Mitte April 2017 wurden die Dreharbeiten beendet. Der Film wurde chronologisch gedreht. Als Kameramann fungierte Florian Ballhaus. Einer der Hauptdrehorte, das Arbeitslager mit den Baracken, wurde in Polen eigens für den Film errichtet und in Echtzeit in die Luft gesprengt, um den Bombenangriff der Alliierten so realistisch wie möglich zu simulieren. Die Spezialeffekte wurden von dem auf Computer Generated Imagery und visuelle Effekte spezialisierten Unternehmen Mackevision produziert.
Die Filmmusik komponierte Martin Todsharow. Das Musikdesign des Films kombiniert Industrial-Sounds mit Schlagern aus der Zeit des Dritten Reichs. Anfang April 2018 wurde von Königskinder der Soundtrack zum Film veröffentlicht, der 18 Musikstücke umfasst.

### Veröffentlichung
Der Film feierte am 7. September 2017 im Rahmen des Toronto International Film Festivals seine Weltpremiere. Im September 2017 wurde der Film beim San Sebastián International Film Festival vorgestellt, wo er im Hauptwettbewerb um die Goldene Muschel konkurrierte. Im Dezember 2017 wurde der Film beim Festival de cinéma européen des Arcs im offiziellen Wettbewerb gezeigt. Ein erster Trailer wurde im Januar 2018 vorgestellt. Am 22. Januar 2018 feierte Der Hauptmann als Eröffnungsfilm des 39. Filmfestival Max Ophüls Preis seine Deutschlandpremiere und wurde hiernach im Rahmen der Berlinale gezeigt. Am 15. März 2018 kam der Film in die deutschen Kinos. Ein Kinostart in den USA erfolgte am 27. Juli 2018.

## Rezeption

### Altersfreigabe
In Deutschland ist der Film FSK 16. In der Freigabebegründung heißt es: „Der Film hat eine emotional intensive Atmosphäre und schildert zahlreiche grausame Kriegsverbrechen. Dabei stehen die Täter im Vordergrund und es gibt keinen nennenswerten Widerstand gegen die sadistischen Taten. Jugendliche ab 16 Jahren sind auf Grund ihres psychosozialen Entwicklungsstands fähig, die Geschehnisse in den historischen Kontext einzuordnen und eine angemessene emotionale Distanz zu wahren. Auch bewegt die Darstellung der Gewalttaten sich in einem Rahmen, der Jugendliche ab 16 Jahren nicht nachhaltig belastet. Die kammerspielartige Inszenierung und die Schwarzweiß-Bilder bieten zusätzliche Distanzierungsmöglichkeiten.“

### Kritiken
Der Film stieß bislang auf die Zustimmung von 83 Prozent der Kritiker bei Rotten Tomatoes und erreichte hierbei eine durchschnittliche Bewertung von 7,6 der möglichen 10 Punkte. Bei Metacritic erhielt der Film einen Metascore von 67 von 100 möglichen Punkten.
Wendy Ide von Screen Daily meint, Der Hauptmann sei ein Film, der weder thematisch noch stilistisch Zurückhaltung übe. Die wiederholte Verwendung von Obersichtaufnahmen verleihe dem Zuschauer eine Art „Auge Gottes“, mit dem er beispielsweise auf das raufende Menschenknäuel herunterschaue; andererseits werde durch Nahaufnahmen aus der Froschperspektive die heruntergekommene Hässlichkeit der verängstigten Männer betont, die eilfertig die Wünsche des Hauptmanns erfüllen. Ide hebt auch die Filmmusik hervor, die für sie eher wie ein Industrieunfall klingt, was jedoch durchaus wirkungsvoll sei. Sie kritisiert jedoch die Einblendung einer Farbaufnahme etwa 15 Minuten vor Schluss des Films, die den heutigen Zustand des Ortes zeigt, an dem sich das Lager befand, in dem Herold seine schlimmsten Verbrechen beging, was den Zuschauer gerade zu dem Zeitpunkt ablenke, wenn der Film sich auf seinen Schluss richten und die Konzentration verdichten müsse.
Tina Hassannia von RogerEbert.com fühlt sich von der Filmhandlung an das Milgram-Experiment erinnert und fokussiert ihre Kritik auf die Psychologie des Protagonisten. Seine Verwandlung vom schmutzigen, verängstigten und gehetzten Landstreicher in einen kalt und selbstgewiss agierenden Nazi, dem es im Handlungsverlauf gelingt, praktisch jeden, der ihm begegnet, zu täuschen und für sich einzunehmen, werde scharf und „nicht ohne eine Prise herrlich schwarzen deutschen Humors“ nachgezeichnet. Auch die Darstellung der passiven Unterwürfigkeit der von lähmender Angst gezeichneten Opfer und die Schilderung der in Gewaltausbrüchen eskalierenden Ausschweifungen der Soldaten und Bewacher empfindet sie als gelungen und psychologisch einleuchtend.
Christian Schröder vom Tagesspiegel bemerkt, warum viele deutsche Soldaten noch bis über Hitlers Selbstmord hinaus für den Endsieg in einem längst verlorenen Krieg kämpften, sei eine Frage, die bis heute nicht überzeugend beantwortet wurde:„Der Hauptmann zeigt, warum Männer wie Willi Herold gemordet haben: weil sie es konnten.“
Christian Horn schreibt in PC Games, was eine leichte Köpenickiade sein könnte, entwerfe Robert Schwentke als düsteres Kriegsdrama über Macht und Abgründe des Menschseins. Herold werde zum Sadisten, der willkürliche Tötungen und ein Massaker in einem Strafgefangenenlager veranlasse, so Horn, und dass dies möglich war, spreche für die Funktionalität der deutschen Befehlskette, zeige aber auch die sadistische Indoktrination des Regimes. Horn resümiert: „Der fesselnde und herausfordernde Kriegsverbrecherfilm hebt sich deutlich von handzahmen Historiendramen ab.“
Kaspar Heinrich von Zeit Online erklärt hierzu, wie alle Filme über den Zweiten Weltkrieg müsse sich auch Der Hauptmann der Frage stellen, wie explizit er die Gräuel dieser Zeit darstellt. Florian Ballhaus’ Kamera meide zwar den Blick in die Leichengrube, die die Gefangenen sich selbst schaufeln mussten, und zeige keine Toten in Nahaufnahme, so Heinrich weiter, doch abgesehen davon spare der Film nicht an Drastik und verwende quälend lange Minuten auf die Erschießung von Gefangenen: „Die Szene, in der eine britische Fliegerbombe den SA-Führer zielgenau und effektvoll zerfetzt, wäre sicherlich gut aufgehoben in einem Trash-Spektakel. In einem Historiendrama mit Anspruch auf Seriosität wirkt sie deplatziert.“ Auch Schwentkes Versuch, mit dem Abspann noch Aktualität herzustellen, in dem die „Leibgarde Herold“ in ihren Uniformen durch das Görlitz von heute patrouilliert und Ausweise von Passantinnen und Passanten kontrolliert, unterlegt mit heiteren Dreißiger-Jahre-Rhythmen, falle zu plump aus, so Heinrich: „Egal ob das satirisch gemeint oder ein Hinweis darauf sein soll, dass die Macht der Uniform und der Respekt vor Obrigkeiten noch immer gelten: In jedem Fall verhebt sich Schwentke mit diesem Kniff gewaltig.“
Tim Evers von MDR Kultur erinnert in seiner Kritik an die Redewendung Kleider machen Leute, und im Film lege die Uniform den Abgrund eines Menschen frei: „Im nüchternen Schwarz-Weiß dieses herausragenden Films treten die Mechanismen, die Menschen zu Mördern werden lassen, umso stärker hervor. Der Hauptmann ist mehr als eine Parabel über das Funktionieren im Vernichtungskrieg. Er handelt davon, was passiert, wenn da nichts ist, was einem Menschen Einhalt gebietet. Keine Moral, keine Regeln, kein anderer. Regisseur Schwentke geht es im Film genauso um die Gegenwart wie die Vergangenheit.“
Von der Deutschen Film- und Medienbewertung wurde Der Hauptmann mit dem Prädikat Besonders wertvoll versehen. Im Pressetext heißt es dort über den Film und seinen Protagonisten: „Er legitimiert sich im Grunde durch seine Grausamkeit. Im Chaos bleibt er die einzige Autorität und so begehen die Soldaten auf seinen Befehl hin brutalste Massenhinrichtungen, willkürliche Tötungen und sadistische Gewaltakte. Schwentke erzählt dies mit einer bemerkenswerten künstlerischen Radikalität in Schwarzweißbildern. Besonders gelungen ist ihm die Darstellung eines Casinoabends, der schließlich in einer Gewaltorgie endet und bei dem zwei Gefangene des Lagers als Schauspieler die Truppen mit obszönen, antijüdischen Sketchen und Liedern unterhalten.“

### Auszeichnungen
Bayerischer Filmpreis 2018
- Auszeichnung als Bester Nachwuchsdarsteller (Max Hubacher)

Deutscher Filmpreis 2018
- Nominierung als Bester Spielfilm (Frieder Schlaich und Irene von Alberti)
- Nominierung für die Beste männliche Nebenrolle (Alexander Fehling)
- Auszeichnung für die Beste Tongestaltung
- Nominierung für den Besten Schnitt (Michał Czarnecki)
- Nominierung für die Beste Filmmusik (Martin Todsharow)[32]

Deutscher Hörfilmpreis 2019
- Nominierung in der Kategorie Kino[33]

Deutscher Schauspielpreis 2018
- Nominierung als Bester Schauspieler in einer Nebenrolle (Bernd Hölscher)

Festival de cinéma européen des Arcs 2017
- Auszeichnung mit dem 20 Minutes of Audacity Prize (Robert Schwentke)
- Auszeichnung mit dem Press Prize – Special Mention (Robert Schwentke)
- Auszeichnung mit dem Young Jury Prize (Robert Schwentke)
- Nominierung als Bester Spielfilm für den Crystal Arrow (Robert Schwentke)[34]

Europäischer Filmpreis 2018
- Auszeichnung für den Besten Ton

San Sebastián International Film Festival 2017
- Nominierung als Bester Film für die Goldenen Muschel (Robert Schwentke)[35]
- Auszeichnung mit dem Jurypreis für die Beste Kamera (Florian Ballhaus)[36]

Traverse City Film Festival 2018
- Auszeichnung mit dem Stanley Kubrick Award for Bold & Innovative Filmmaking in Fiction (Robert Schwentke)[37]